# Integral el·líptica de segona espècie
Una  Integral el·líptica de segona espècie és un cas particular de la integral el·líptica.

## Integral el·líptica completa de segona espècie
La integral el·líptica completa de segona espècie E es defineix com:

{\displaystyle E(x)=\int _{0}^{\pi /2}{\sqrt {1-x^{2}\sin ^{2}\theta }}\ d\theta =\int _{0}^{1}{\frac {\sqrt {1-x^{2}t^{2}}}{\sqrt {1-t^{2}}}}\ dt}

Aquesta integral el·líptica de segona espècie és per tant una funció d'una variable que pot expressar-se en sèrie de Taylor:

{\displaystyle E(x)={\frac {\pi }{2}}\left[1-\left({\frac {1}{2}}\right)^{2}x^{2}-\left({\frac {1\cdot 3}{2\cdot 4}}\right)^{2}{\frac {x^{4}}{3}}-\left({\frac {1\cdot 3\cdot 5}{2\cdot 4\cdot 6}}\right)^{2}{\frac {x^{6}}{5}}-\dots \left({\frac {(2n-1)!!}{(2n)!!}}\right)^{2}{\frac {x^{2n}}{2n-1}}-\dots \right]}

## Integral el·líptica incompleta de segona espècie
La integral el·líptica incompleta de segona espècie és una funció de dues variables que generalitza a la integral completa:

{\displaystyle E(x,\varphi )=\int _{0}^{\varphi }{\sqrt {1-x^{2}\sin ^{2}\theta }}\ d\theta =\int _{0}^{sense\varphi }{\frac {\sqrt {1-x^{2}t^{2}}}{\sqrt {1-t^{2}}}}\ dt}